# Ирина Стефановић
Ирина Стефановић (Београд, 14. новембар 1955) српска је песникиња, са међународно вреднованим опусом на пољу хаикуа. Професионални је преводилац са енглеског и на енглески.

## Биографија
Дипломирала је на Филолошком факултету у Београду на групи за Енглески језик и књижевност. Живи у Београду. Члан је београдског хаику клуба Шики од 2008. године.
Заступљена је у више зборника и часописа од којих је најзначајнија антологија светског хаикуа у 21. веку Бескрајно небо /A Vast Sky, An Anthology of Contemporary World Haiku коју је 2015. објавио Брус Рос, својевремени председник Хаику друштва Америке (Bruce Ross, Haiku Society of America).
Учествовала у више мултимедијалних пројеката у земљи и иностранству. Добитница је више награда за хаику поезију.
Објавила је 2013. књигу Та белина / That Whiteness, у којој су заступљене форме: хаику, хаига и хаибун (Књижевно друштво "Свети Сава", 2013).